# Szemely
Szemely est un illage et une commune du comitat de Baranya en Hongrie.